# Josef Masopust
Josef Masopust (* 9. Februar 1931 in Střimice; † 29. Juni 2015 in Prag) war ein tschechoslowakischer bzw. tschechischer Fußballspieler und -trainer.

## Jugend
Masopust wurde als ältestes von sechs Kindern in dem nordböhmischen Dorf Střimice (Striemitz) bei Most (Brüx) als Sohn eines Bergmanns geboren. Bereits in der Jugend entwickelte er eine Neigung zum Fußballspielen. Aber erst nach dem Zweiten Weltkrieg 1945 meldete er sich als Jugendspieler beim SK Most an.

## Spielerkarriere

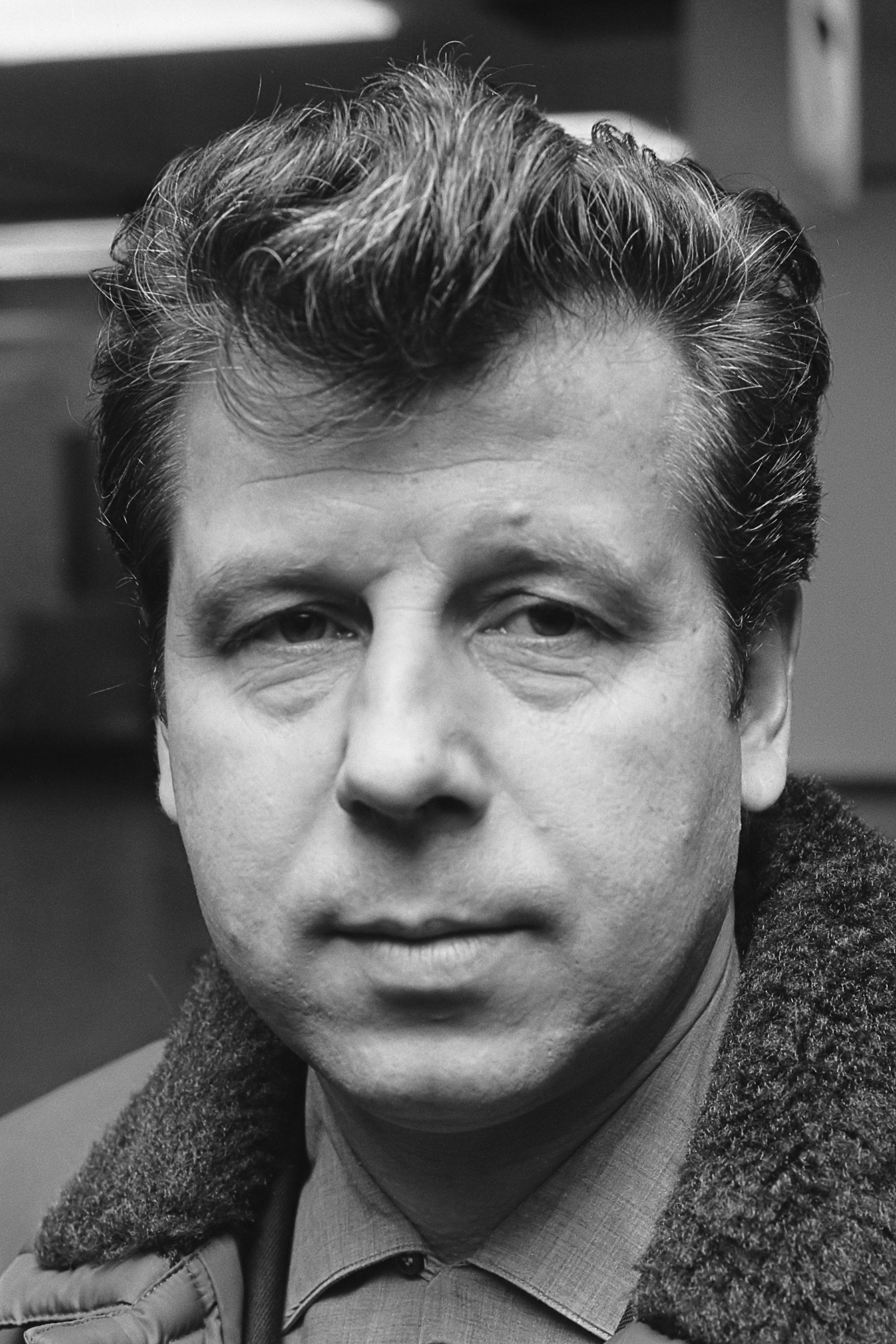
Josef Masopust (1974)

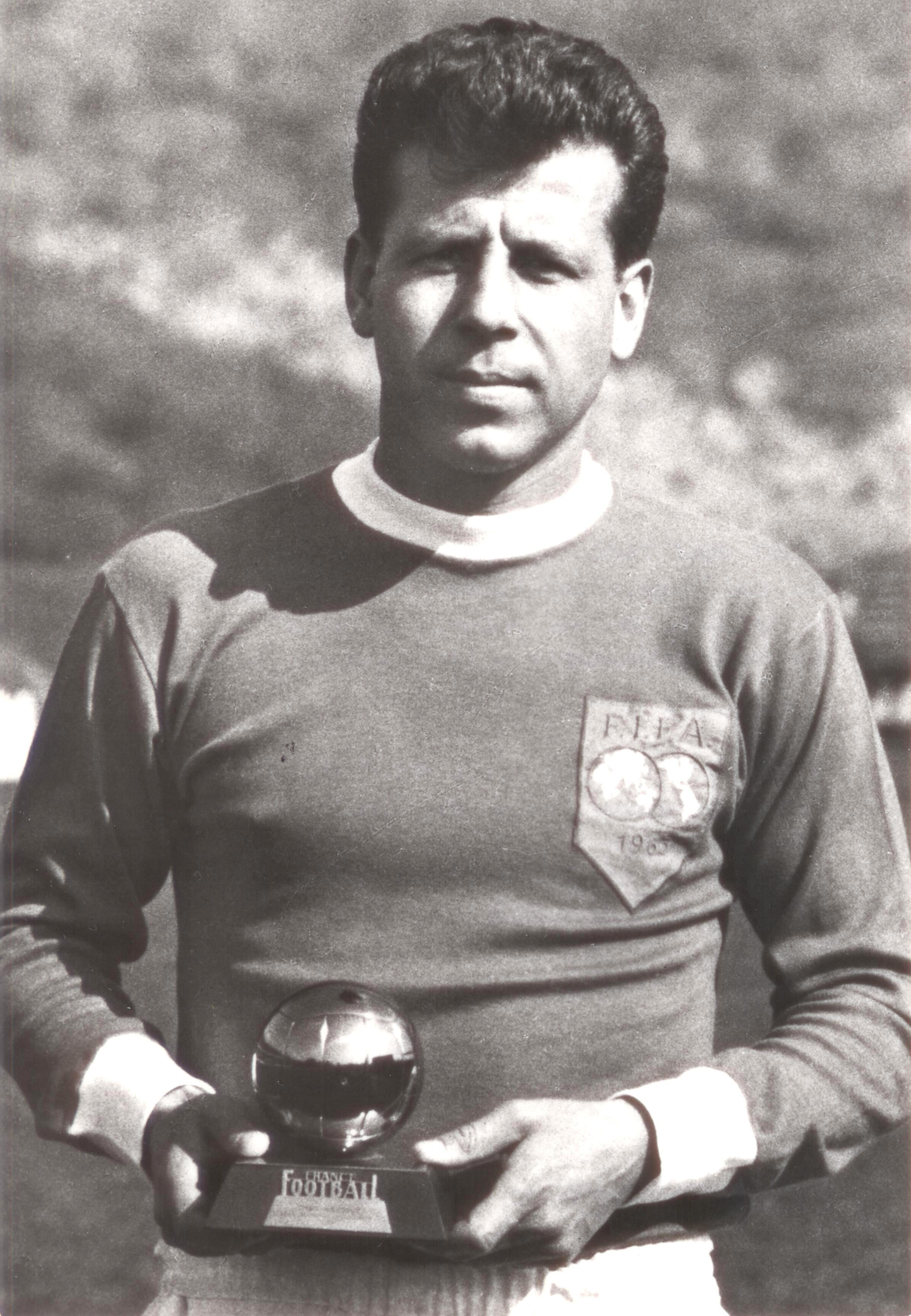
Josef Masopust (1962)

Masopust spielte als offensiver Mittelfeldspieler von 1945 bis 1950 für den SK Most, der seit 1948 ZJS Uhlomost Most hieß, von 1950 bis 1952 für den FK Teplice und von 1952 bis 1968 für den Armeeverein ATK Prag bzw. ÚDA Prag, der 1956 in Dukla Prag umbenannt wurde. Mit Dukla Prag wurde er zwischen 1953 und 1966 achtmal tschechoslowakischer Meister. In der International Soccer League gewann Masopust das Finale 1961 gegen den FC Everton. 
Masopust spielte 63-mal für die tschechoslowakische Nationalmannschaft und erzielte zehn Tore. Er debütierte in der Auswahl am 24. Oktober 1954 bei der 1:4-Niederlage gegen Ungarn im Népstadion in Budapest. Sein erstes Tor schoss er am 10. Mai 1956 beim 6:1 gegen die Schweiz in Genf in der 88. Minute. 1960 nahm er mit der Mannschaft an der Europameisterschaft teil. Außerdem wurde er 1962 Vizeweltmeister, als die Tschechoslowakei im Endspiel der Weltmeisterschaft in Chile Brasilien mit 1:3 unterlag, wobei er das Tor der Tschechoslowaken erzielte. 
Drei seiner zehn Länderspieltore verbuchte Masopust in Freundschaftsspielen gegen Österreich. So erzielte er am 1. Mai 1960 beim 4:0-Heimsieg im Strahov-Stadion einen der Treffer, und beim Auswärtsspiel im Wiener Praterstadion, das am 16. September 1962 stattfand, traf er zweimal beim 6:0-Sieg seiner Mannschaft. Sein letztes Länderspiel bestritt er am 18. Mai 1966 bei der 1:2-Niederlage gegen die UdSSR.
Insbesondere wegen seiner Leistungen bei der Weltmeisterschaft im selben Jahr wurde er 1962 mit dem Ballon d’Or als „Europas Fußballer des Jahres“ ausgezeichnet. Der nationale Verband kürte ihn zum „Tschechischen Fußballspieler des Jahrhunderts“.
Er beendete seine Spielerkarriere 1970 beim belgischen Verein Crossing Schaerbeek.

## Trainerkarriere
Nach seiner Rückkehr aus Belgien bekam Masopust in der Saison 1970/71 die Möglichkeit, als Trainerassistent von Jaroslav Vejvoda bei seinem Stammverein Dukla Prag zu arbeiten. Zur Saison 1972/73 übernahm er als Cheftrainer die B-Mannschaft von Dukla, die in der 3. Liga spielte. Mit 32 Punkten aus 30 Spielen wurde Dukla B am Saisonende Siebter. Im Frühjahr 1972 gewann Masopust als Trainer der Dukla-Mannschaft das internationale Juniorenturnier Torneo di Viareggio. Im Spieljahr 1972/73 belegte Dukla den zwölften Platz und entging nur knapp dem Abstieg.
Dennoch folgte Masopust Vevjoda, der zu Legia Warschau ging, auf den Posten des Cheftrainers von Dukla Prag. Dukla spielte 1973/74 lange um den Titel mit, belegte am Ende aber nur den zweiten Platz hinter Slovan Bratislava. Im UEFA-Pokal 1974/75 scheiterte Dukla in der dritten Runde am FC Twente Enschede. In der Liga wurde Dukla lediglich Neunter und wies in einer ausgeglichenen Ligasaison mit 29 Punkten nur zwei Zähler mehr auf als der erste Absteiger Sparta Prag. Dennoch ging man mit Masopust als Trainer in die Spielzeit 1975/76. Nach fünf Spieltagen trennte man sich, und Masopusts Vorgänger Vejvoda übernahm wieder die Mannschaftsführung. Masopust selbst übernahm die inzwischen in die 4. Liga abgestiegene B-Mannschaft. Erneut gewann das Team das Turnier in Viareggio und kehrte außerdem in die 3. Liga zurück.
Masopust hatte zur Saison 1976/77 mehrere Angebote vorliegen und entschied sich für den FC Zbrojovka Brünn. In Brünn hatten Masopusts Methoden schnell Erfolg. Nach einem vierten Platz 1977 gewann Zbrojovka, ein bis dahin wenig in Erscheinung getretener Verein, zum bisher einzigen Mal die tschechoslowakische Meisterschaft. Zwar schlug Zbrojovka in der ersten Runde des Europapokals der Landesmeister 1978/79 Újpest Budapest mit 2:2 und 2:0, scheiterte jedoch in der zweiten Runde mit 2:2 und 1:1 an Wisła Krakau. In der tschechoslowakischen Liga wurden die Brünner 1979 Dritter und 1980 Zweiter.
Von 1980 bis 1984 trainierte Masopust den belgischen Zweitligisten KSC Hasselt, mit dem er dreimal in der Aufstiegsrunde zur 1. Liga scheiterte. Von 1984 bis 1987 war er Trainer der tschechoslowakischen Nationalmannschaft, wobei sich die Mannschaft weder für die Endrunde der Weltmeisterschaft 1986 noch für die Endrunde der Europameisterschaft 1988 qualifizierte. Anschließend betreute Masopust bis 1991 die indonesische Olympiaauswahl. Er war 1993 für einige Monate erneut Trainer in Brünn, und von 1993 bis 1995 war er in Děčín tätig.

## Tod
Masopust starb am 29. Juni 2015 im Alter von 84 Jahren nach langer Krankheit in Prag.

## Erfolge
- Vizeweltmeister: 1962
- Tschechoslowakischer Meister: 1953, 1956, 1957/58, 1960/61, 1961/62, 1962/63, 1963/64, 1965/66
- Europas Fußballer des Jahres: 1962